# Liliana García
Liliana García Sosa (sinh ngày 17 tháng 10 năm 1957) là một nữ diễn viên người Uruguay với sự nghiệp điện ảnh, sân khấu và truyền hình nổi tiếng ở Chile và Uruguay. Cô đã là một cộng tác viên văn hóa danh dự của đại sứ quán Uruguay ở Chile kể từ khi chính phủ đầu tiên của Tabaré Vázquez.

## Tiểu sử
Năm 1981 Liliana García tốt nghiệp Trường Nghệ thuật Sân khấu Teatro Circular de Montevideo - với chuyên môn giảng dạy về nghệ thuật biểu diễn tiếp theo - và năm 1976, từ Trường Nghệ thuật Sân khấu của El Galpón (theater) Sân khấu El Galpón.
Đồng thời, cô học Luật tại Đại học Cộng hòa, nơi cô quảng bá nó với tư cách là một nhà lãnh đạo sinh viên, chinh phục đồng chính phủ và tự chủ của Đại học. Cô cũng đã phát triển một sự hiện diện quan trọng như là một nhà lãnh đạo công đoàn trong Hiệp hội diễn viên người Uruguay. Khi ở Chile, cô tiếp tục công việc liên minh (SIDARTE) và là một phần của việc thành lập công ty quản lý Chileactores, trong đó cô là thành viên hội đồng quản trị trong chín năm.
García tiến hành các hội thảo và các khóa đào tạo nghệ thuật trong nước và quốc tế, với các nhân vật nổi bật như Eugenio Barba, Aderbal Junior, Jose Struch, Patrizia Ariza, Santiago Garcia, Atahualpa del Cioppo và Nelly Goitiño.
Cô tham gia dàn diễn viên ổn định của Teatro Circular de Montevideo từ năm 1977 đến 1987.
Cô đã làm việc với các đạo diễn có uy tín của bối cảnh Uruguay, bao gồm Júver Salcedo, Omar Grasso, Héctor Manuel Vidal, Santiago Introini, Dervy Vilas và Jorge Curi. Ở Uruguay, vào năm 2012, cô làm việc dưới sự chỉ đạo của Sebastián Barrios.